# Stenandrium pallidum
Stenandrium pallidum är en akantusväxtart som beskrevs av H. Dietrich. Stenandrium pallidum ingår i släktet Stenandrium och familjen akantusväxter. Inga underarter finns listade i Catalogue of Life.